# Intel 4040
Intel 4004 Intel abandonne ses processeurs 4 bits après le 4040.
L’Intel 4040 est le successeur de l'Intel 4004, apparu en 1974. Il est gravé en 10 µm et comporte 3 000 transistors.

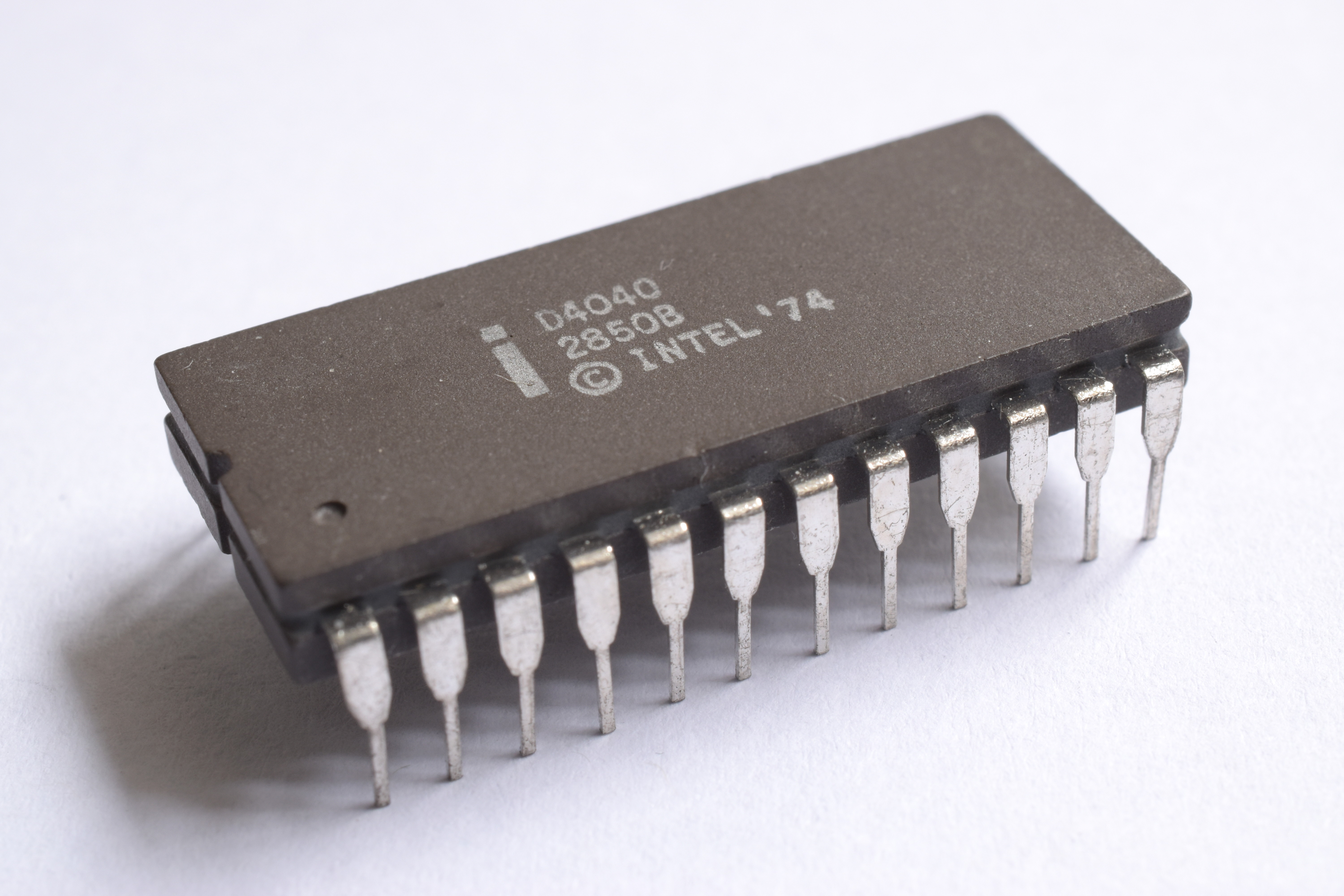
La version céramique D4040.

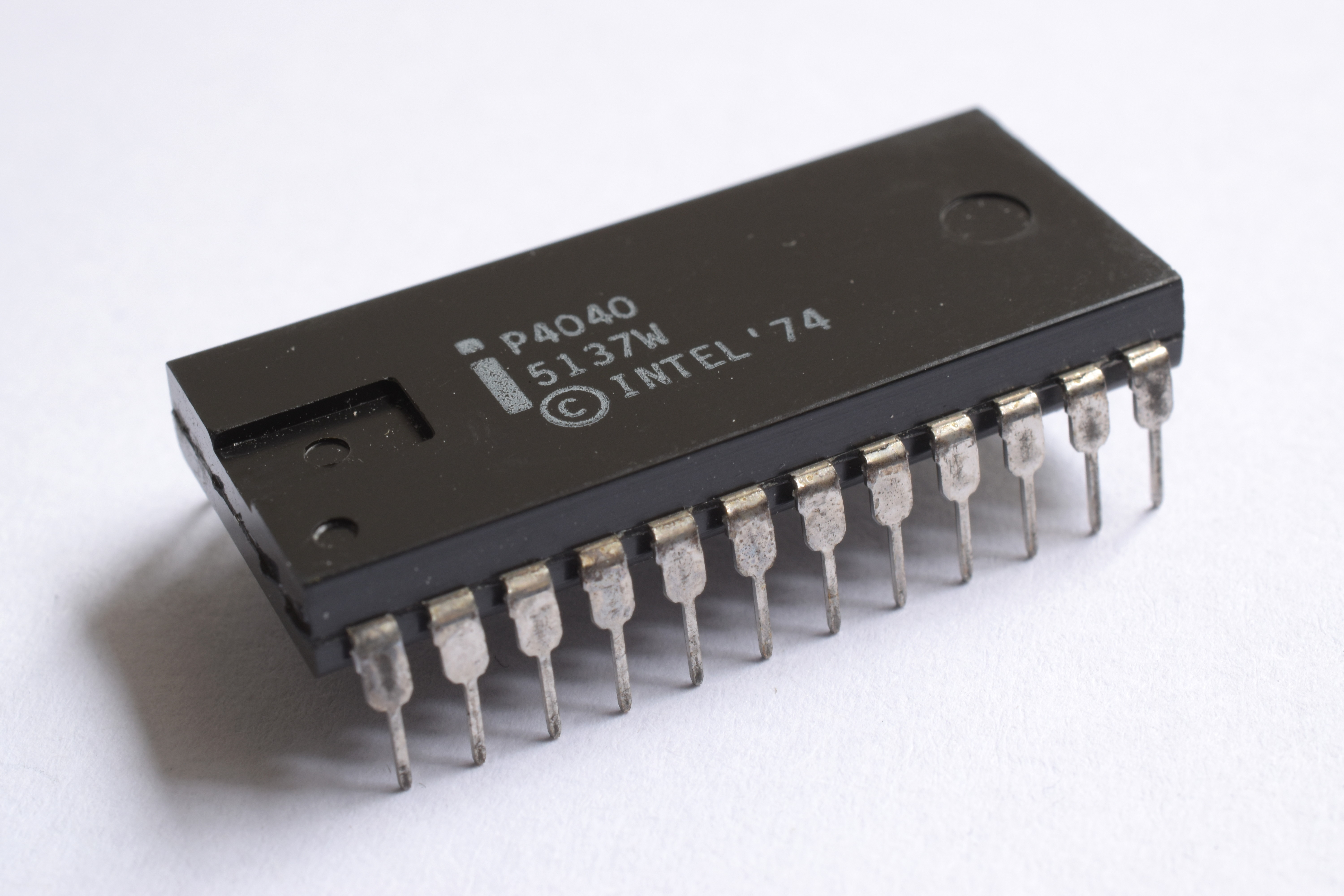
La version plastique P4040.

## Caractéristiques nouvelles
- Interruptions
- Single Step
- Tests

## Extensions
- Nombre d'instructions étendu à 60.
- Mémoire des programmes étendue à 8 Kio.
- Nombre de registres étendu à 24.
- Pile de sous-programmes étendue à 7 niveaux de profondeur.

## Nouvelles puces
- 4201 - Générateur d'horloge de 500 à 740 kHz utilisant un cristal de 4 à 5,185 MHz.
- 4308 - ROM de 1 Kio.
- 4207 - Port de sortie générique.
- 4209 - Port d'entrée générique.
- 4211 - Port d'entrée/sortie générique.
- 4289 - Interface standard de mémoire (remplace le couple 4008/4009).
- 4702 - UVEPROM de 256 octets.
- 4316 - ROM de 2 Kio.
- 4101 - Mémoire de 256 mots de 4 bits.
- 4002 - Mémoire de 320 bits (80 x 4) et 4 sorties discrètes.